# 拉博当日
拉博当日（法語：Rabodanges，法語發音：[ʁabɔdɑ̃ʒ] ⓘ）是法国奥恩省的一个旧市镇，位于该省北部偏西，属于阿让唐区。2016年1月1日，拉博当日和相邻的另外8个市镇合并为新市镇皮唐日勒拉克（Putanges-le-Lac）。

## 地理
拉博当日（48°47'59"N, 0°17'1"W）面积9.32 平方千米，位于法国诺曼底大区奧恩省，该省份为法国西北部内陆省份，北起顺时针与卡爾瓦多斯省、厄尔省、厄尔-卢瓦省、萨尔特省、马耶讷省和芒什省接壤。
与拉博当日接壤的市镇（或旧市镇、城区）包括：巴佐什欧乌尔姆、梅尼勒埃尔梅、莱罗图尔、奥恩河畔圣奥贝尔。
拉博当日的时区为UTC+01:00、UTC+02:00（夏令时）。

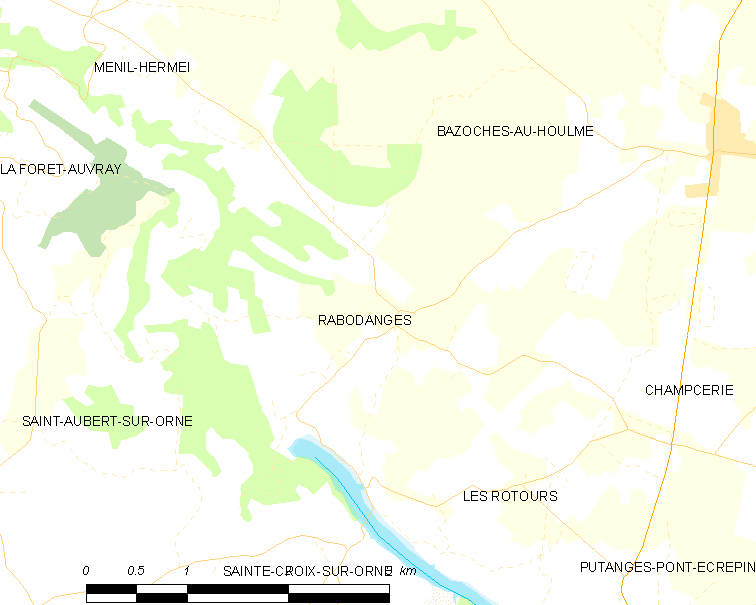
拉博当日的OSM定位图

## 行政
拉博当日的邮政编码为61210，INSEE市镇编码为61340。

## 政治
拉博当日所属的省级选区为阿蒂斯-瓦勒德鲁夫尔县。

## 人口

1962-2008年间拉博当日人口变化图示

拉博当日于2018年1月1日时的人口数量为179人。